# Фристоун (округ, Техас)
Шаблон:StateAbbr_ 31°42′ пн. ш. 96°09′ зх. д. / 31.7° пн. ш. 96.15° зх. д.
Округ Фристоун (англ. Freestone County) — округ (графство) у штаті Техас, США. Ідентифікатор округу 48161.

## Історія
Округ утворений 1851 року.

## Демографія
За даними перепису 2000 року загальне населення округу становило 17867 осіб, зокрема міського населення було 7264, а сільського — 10603. Серед мешканців округу чоловіків було 9380, а жінок — 8487. В окрузі було 6588 домогосподарств, 4664 родин, які мешкали в 8138 будинках. Середній розмір родини становив 2,98.
Віковий розподіл населення поданий у таблиці:
| Стать    | До 15 років | 15-21 | 22-29 | 30-39 | 40-49 | 50-65 | 65-85 | Понад 85 |
| -------- | ----------- | ----- | ----- | ----- | ----- | ----- | ----- | -------- |
| Чоловіки | 1797        | 998   | 1282  | 1397  | 1233  | 1455  | 1093  | 125      |
| Жінки    | 1610        | 766   | 623   | 1075  | 1194  | 1505  | 1380  | 334      |

## Суміжні округи
- Гендерсон — північ
- Андерсон — північний схід
- Леон — південний схід
- Лаймстоун — південний захід
- Наварро — північний захід

## Виноски
1. ↑  U.S. Decennial Census. United States Census Bureau. Архів оригіналу за 26 квітня 2015. Процитовано 26 квітня 2015.
2. ↑  Texas Almanac: Population History of Counties from 1850–2010 (PDF). Texas Almanac. Архів оригіналу (PDF) за 26 лютого 2015. Процитовано 26 квітня 2015.
3. ↑  State & County QuickFacts. United States Census Bureau. Архів оригіналу за 18 жовтня 2011. Процитовано 16 грудня 2013.(англ.) Наведено за англійською вікіпедією.
4. ↑  American FactFinder. Бюро перепису населення США. Архів оригіналу за 26 лютого 2012. Процитовано 31 січня 2008. [Архівовано 2008-05-21 у Wayback Machine.]

| США | Це незавершена стаття з географії США. Ви можете допомогти проєкту, виправивши або дописавши її. |